# ألان جونز (لاعب كرة قدم مواليد 1940)
ألان جونز (بالإنجليزية: Allan Jones)‏ هو لاعب كرة قدم ومدرب كرة قدم بريطاني في مركز ظهير ‏، ولد في 6 يناير 1940 في Flint, Flintshire ‏ في المملكة المتحدة، وتوفي في سبتمبر 1993 في إيلنغ في المملكة المتحدة. شارك مع منتخب ويلز لكرة القدم. أما مع النوادي، فقد لعب مع نادي برينتفورد ونادي ليفربول.